# (593) Titania
(593) Titania es un asteroide perteneciente al cinturón de asteroides descubierto el 20 de marzo de 1906 por August Kopff desde el observatorio de Heidelberg-Königstuhl, Alemania.
Está nombrado por Titania, esposa de Oberón y reina de los gnomos y las hadas.